# Texas (lokomotiva)
Texas je parní lokomotiva s uspořádáním náprav 4-4-0. Tato lokomotiva hrála významnou roli v epizodě americké občanské války, která vstoupila do dějin jako Velká lokomotivní honička. V současné době je jako neprovozuschopná vystavena v atlantském muzeu Cyclorama. Lokomotiva je zapsána v seznamu národních památek USA.

## Předválečné období
Lokomotivu dodala v říjnu 1856 firma Danforth, Cooke and Company, Paterson, New Jersey, za cenu 9.050 $. Lokomotiva dostala číslo 49 a sloužila pro osobní i nákladní dopravu na trase Atlanta – Dalton v Georgii.

## Občanská válka
Na počátku občanské války sloužila lokomotiva především v místní nákladní dopravě, a to bez vážnější nehody. 12. dubna 1862 táhl Texas vlak složený z 21 nákladních vozů z Daltonu na jih do Atlanty. Tento vlak se ve stanici Calhoun křižoval s vlakem vedeným lokomotivou General, který unesl Andrews se svými společníky. Ve stanici Adairsville se setkal s pronásledovateli vedenými W. A. Fullerem. Fuller nechal odpojit vagony a tendrem napřed vyrazili za únosci. Generala objevili po ujetí asi 50 mil, 2 míle severně od městečka Ringgold, kde jej únosci opustili poté, co jim došlo palivo. Strojvedoucí Texasu Peter Bracken přivěsil Generala a odtáhlul zpět do Adairsville, kde dobral odstavené vozy a pokračoval do Atlanty.
Následující rok byl Texas s devíti krytými vozy pronajat East Tennessee & Virginia Railroad pro dopravu soli a zboží z dolů v Saltville (Virginie), kde přečkal do konce války.

## Poválečné období
Po válce se Texas vrátil zpět k W&ARR. V roce 1880 byl přečíslován na 12 a přejmenován na Cincinnati. V roce 1890, po převzetí W&ARR společností NC&StL obdržel nové číslo 212. V roce 1903 byl vyřazen.
Lokomotiva nějaký čas chátrala odstavená v Atlantě. Poté však proběhla úspěšná kampaň a podařilo se shromáždit dostatek prostředků pro zachování lokomotivy. V roce 1911 byla přemístěna do Grantova parku a v roce 1927 byla konečně umístěna pod střechou v nově postavené budově Cyclorama. V roce 1936 prosadil historik Wilbur G. Kurtz uvedení lokomotivy do stavu, v jakém byla v době občanské války, včetně přečíslování. V roce 1981 po rekonstrukci a rozšíření Cycloramy byla přemístěna na vyhlídkovou plošinu v patře, kde je vystavena dosud.